# کدگو
کدگو (به لاتین: Kédougou) یک منطقهٔ مسکونی در سنگال است که در کدواگو واقع شده‌است. کدگو ۱۸٬۸۶۰ نفر جمعیت دارد و ۱۶۷ متر بالاتر از سطح دریا واقع شده‌است.